# Vanuralita
La vanuralita és un mineral de la classe dels òxids que pertany al grup de la carnotita. El nom reflecteix la seva composició: VANadi, URani i ALumini.

## Característiques
La vanuralita és un òxid de fórmula química Al(UO₂)₂(VO₄)₂(OH)·11H₂O. Cristal·litza en el sistema monoclínic. La seva duresa a l'escala de Mohs és 2.
Segons la classificació de Nickel-Strunz, la vanuralita pertany a «04.HB - V[5+, 6+] Vanadats: uranil Sorovanadats» juntament amb els següents minerals: carnotita, margaritasita, sengierita, curienita, francevillita, fritzscheïta, metavanuralita, metatyuyamunita, tyuyamunita, strelkinita, uvanita i rauvita.

## Formació i jaciments
Va ser descoberta a la mina Mounana, situada a la localitat de Franceville, dins la província d'Haut-Ogooué, al Gabon. També ha estat trobada en un altre indret del Gabon, a la propera mina d'Oklo, així com a la pedrera Carija, a Mèrida (Extremadura, Espanya). Als territoris de parla catalana tan sols ha estat descrita a la mina Eureka (La Torre de Cabdella, Pallars Jussà). Es tracta dels quatre únics indrets on ha estat descrita aquesta espècie mineral a tot el planeta.